# قرنقو
قرنقو، روستایی است از توابع بخش مرکزی شهرستان چالدران در استان آذربایجان غربی ایران است.

## جمعیت
براساس سرشماری مرکز آمار ایران در سال ۱۳۹۵، جمعیت این روستا برابر با ۴۷۳ نفر (۱۵۳ خانوار) بوده‌است. 